# Tranekærs amt
Tranekærs amt (danska: Tranekær Amt) var ett amt i södra Danmark. Amtet omfattade ön Langeland samt ett antal mindre närliggande öar som Siø. Med undantag för Strynø socken hade det i stort sett samma omfattning som Langelands kommun har sedan 2007. Den enda staden i amtet var Rudkøbing.

## Administrativ historik
Tranekærs amt bildades när Danmarks län ersattes av amt 1662 och ersatte då det dåvarande slottslänet Tranekærs län.
Amtet upphörde i samband med amtsreformen 1793 då det, tillsammans med Nyborgs amt, blev en del av det då nybildade Svendborgs amt, som sedan i sin tur blev en del av Fyns amt i samband med kommunreformen 1970. Sedan kommunreformen 2007 tillhör området Region Syddanmark.

## Härader
Tranekærs amt omfattade två härader:
- Langelands Nørre härad
- Langelands Sønders härad